# Zališčycký rajón
Zališčycký rajón (ukrajinsky Заліщицький район) byl rajón v Ternopilské oblasti na Ukrajině. Hlavním městem byly Zališčyky a rajón měl přibližně 46 tisíc obyvatel. 

## Sídla v rajónu
- Tovste
- Zališčyky